# Alfredo Sánchez-Bella Carswell
Alfredo Sánchez-Bella Carswell (Madrid, 14 de noviembre de 1951 - Madrid, 23 de diciembre de 1994) Abogado del Estado y empresario español. Fue asesor jurídico del Gabinete del Presidente del Gobierno Leopoldo Calvo-Sotelo. Se especializó en derecho comunitario, de la multipropiedad y de las telecomunicaciones, ramas jurídicas donde hizo numerosas contribuciones. Socio fundador y asesor jurídico de la empresa Multitel, que más tarde lanzaría ONO, y se convirtió en la compañía de cable más importante de España.

## Biografía

### Trayectoria académica y docente
Finalizó la licenciatura en Derecho por la Universidad Complutense de Madrid con premio extraordinario en 1974 y en Ciencias Económicas y Empresariales por la Universidad CEU San Pablo en el mismo año.
Dos años más tarde ingresó en el Cuerpo de Abogados del Estado con 24 años como el número uno de la promoción de 1976. Fue profesor asociado de Derecho Comunitario del Instituto de Empresa, donde impartió el seminario La empresa española frente a las Comunidades Europeas (1983-1984).

### Trayectoria profesional
Fue destinado a la Abogacía del Estado de Cádiz, más tarde trasladado a Madrid donde se incorporó como asesor jurídico del Ministro para las Relaciones con la Comunidad Económica Europea (CEE) (1978-1980), luego del Ministro de Economía (1981) y finalmente del Gabinete del Presidente del Gobierno Leopoldo Calvo-Sotelo (1981-1982).
Fue uno de los socios fundadores y asesor jurídico del grupo de comunicaciones Multitel (Cableuropa), posterior creadora de la marca comercial ONO, que acabaría siendo adquirida por Vodafone en 2014 por 7200 millones de euros.
Asimismo, impulsó el sector de la multipropiedad como Presidente de la Asociación Nacional de Empresas de Tiempo Compartido (ANETC), y fue consejero de la Mutua Madrileña, del Banco de Alcalá y de la inmobiliaria Grupo Praga. Fue asesor jurídico de la COPE, Director de Asuntos Legislativos de la Confederación Española de Organizaciones Empresariales (CEOE) y miembro del Consejo Asesor de la Revista Noticias de la Unión Europea, donde publicó numerosos trabajos. 
Durante su carrera profesional fue, colaborador de ABC, El País, Expansión y otros diarios sobre asuntos de derecho comunitario, constitucional, de la multipropiedad, de telecomunicaciones, novedades legislativas y de actualidad económica.

### Vida personal
Como hijo del diplomático y político Alfredo Sánchez Bella, vivió sus primeros años entre la República Dominicana, Colombia y Roma durante los cargos de embajador de su padre. Se casó en 1981 con Pilar Solís-Beaumont Martínez-Campos y tuvo tres hijos: Pilar, Isabel y Alfredo.

## Distinciones
- Cruz de Oficial de la Orden de Isabel la Católica, el 24 de junio de 1987.